# Christoph Sauser
Christoph Sauser (Sigriswil, 13 april 1976) is een Zwitserse ex-mountainbiker. Hij is voormalig en meervoudig wereldkampioen, dit zowel in de Marathon als in Cross Country.
Sauser deed oorspronkelijk vooral aan Downhill. Later stapte hij over naar de Cross Country. In
De 22-jarige Sauser stak voor het eerst zijn neus aan het venster in 1998. Tijdens de 5de manche van de Wereldbeker in het Britse Plymlouth werd hij 3de. Dit was de start van een indrukwekkende carrière. Uiteindelijk zou Sauser 12 Wereldbekers winnen tussen 1999 en 2008. In 2004 en 2005 zou hij ook de eindstand van de wereldbeker winnen. Voorts werd hij ook nog 6 maal Nationaal kampioen. Maar de kers op de taart was zijn Wereldtitel in 2008. In het Italiaanse Val di Sole domineerde hij de race, en wist hij zijn landgenoot Florian Vogel 2:55 min achter zich te houden.
Sauser nam ook 3 maal deel aan de Olympische Spelen. In 2000 was hij goed voor brons, 4 jaar later in 2004 gaf hij na 3 rondes op, in 2008 ten slotte strandde hij op 2 seconden van brons en werd hij 4de. Voor de spelen van 2012 kon hij zich niet meer kwalificeren.
Zijn specialiteit is vooral de Marathon. In deze discipline werd hij 3 maal Wereldkampioen, een record. Ook in de prestigieuze Cape Epic is hij met 5 eindoverwinningen recordhouder.
Na het WK Marathon in juni 2015, waar Sauser 2de werd, hing hij zijn fiets aan de wilgen.

## Overwinningen

### Marathon
2005- 3 zeges
- Marathon Helsinki
- IXS Eiger Bike Challenge
- IXS Estavayer-le Lac

2006- 9 zeges
- Zwitsers kampioen
- IXS Swiss Bike Masters
- IXS Estavayer-le Lac
- Eindklassement Cape Epic
- 1e, 2e, 4e, 6e, 7e etappe Cape Epic

2007- 3 zeges
- IXS Nationalpark Bike Marathon
- Wereldkampioen
- Europees kampioen

2008- 7 zeges
- Eindklassement Cederberg Escape
- 1e, 3e etappe Cederberg Escape
- Eindklassement Cactus Cup
- 3e etappe Cactus Cup
- 4e etappe Tour Hexagonal
- 1e etappe Cape Epic

2009- 5 zeges
- 2e etappe Cape Pioneer Trek
- proloog, 1e, 2e, 3e en 5e etappe Cape Epic

2010- 9 zeges
- 3e etappe Cape Pioneer Trek
- Marathon Race Tallinn
- Elsa Bike Trophy
- 1e en 3e etappe Trans Germany
- proloog, 2e, 3e en 4e etappe Cape Epic

2011- 19 zeges
- 2e, 3e, 5e en 6e etappe Cape Pioneer Trek
- Roc Marathon
- Iron Bike Einsiedeln
- O-Tour Obwalden
- Swiss Bike Masters Küblis
- Wereldkampioen
- Elsa Bike Trophy
- Eindklassement Trans Germany
- 3e en 4e etappe Trans Germany
- Eindklassement Cape Epic
- proloog, 1e, 2e, 4e en 5e etappe Cape Epic

2012- 19 zeges
- Eindklassement Trans Zollernalp
- 2e etappe Trans Zollernalp
- Zwitsers kampioen
- Swiss Bike Masters Küblis
- Eindklassement Trans Germany
- 1e en 2e etappe Trans Germany
- Eindklassement Cape Epic
- proloog, 1e, 3e, 4e, 5e en 7e etappe Cape Epic
- Eindklassement Columbia Grape Escape Boschendal
- 1e, 2e en 3e etappe Columbia Grape Escape Boschendal

2013- 24 zeges
- proloog, 2e, 3e, 5e, 8e etappe Brazil Ride
- Haanja 100
- O-Tour Obwalden
- Nationalpark Marathon
- 3e etappe Transalp Challenge
- Wereldkampioen
- IXS Cup Bergi Bike
- Zwitsers kampioen
- Eindklassement BIKE Four Peaks
- 1e, 2e en 4e etappe BIKE Four Peaks
- Eindklassement Cape Epic
- proloog, 4e, 5e en 6e etappe Cape Epic
- MTB Challenge Boschendal
- 3e etappe Columbia Grape Escape Boschendal
- Attakwas extreme Challenge

2014- 12 zeges
- Eindklassement Wines2Whales
- 1e en 2e etappe Wines2Whales
- Nationalpark Marathon
- Europees kampioen
- Elsa Bike Trophy
- Eindklassement BIKE Four Peaks
- 1e, 2e en 3e etappe BIKE Four Peaks
- Whiskey Off-Road
- 3e etappe Cape Epic

2015- 7 zeges
- 3e etappe BIKE Four Peaks
- Eindklassement Cape Epic
- 1e, 2e, 5e en 6e etappe Cape Epic
- Attakwas Extreme Challenge

### Cross-Country
| Seizoen | Wereldbeker                                      | OS    | WK     | EK     | ZK   | Overige                               | Totaal aantal zeges |
| ------- | ------------------------------------------------ | ----- | ------ | ------ | ---- | ------------------------------------- | ------------------- |
| 1999    | Big Bear                                         | NVT   | 10e    |        | Goud |                                       | 2                   |
| 2000    |                                                  | Brons |        | DNS    | Goud | La-Chaux-de-Fonds, Leukerbad, Mt Snow | 4                   |
| 2001    | Grouse Mountain                                  | NVT   | Brons  | DNS    | Goud | Sigriswil                             | 3                   |
| 2002    | Houffalize                                       | NVT   |        | 5e     | Goud | Telluride                             | 3                   |
| 2003    | St-Wendel                                        | NVT   | 14e    | DNF    | Goud | Hasliberg                             | 3                   |
| 2004    | Fort William,Eindklassement                      | DNF   | 11e    | DNS    |      |                                       | 2                   |
| 2005    | Willingen, Mt St-Anne, Angel Fire,Eindklassement | NVT   | Zilver | 5e     |      | Roc d'Azur, Hasliberg                 | 6                   |
| 2006    | Mt St-Anne, Schladming                           | NVT   | Zilver | Zilver | Goud | Roc d'Azur                            | 4                   |
| 2007    |                                                  | NVT   | 6e     | 4e     |      |                                       | 2                   |
| 2008    | Vallnord, Schladming                             | 4e    | Goud   | Zilver |      | Stellenbosch, Vigne à Vigne           | 5                   |
| 2009    |                                                  | NVT   | 10e    | 23e    |      | Monterey, Vermiglio                   | 2                   |
| 2010    |                                                  | NVT   | 32e    | 4e     |      | Tallin                                | 1                   |
| 2011    |                                                  | NVT   | 8e     |        |      |                                       | 0                   |
| 2012    |                                                  | DNQ   | 16e    |        |      |                                       | 0                   |